# Ah si papa savait ça !
Pour plus de détails, voir Fiche technique et Distribution.
Ah si papa savait ça ! (Take Her, She's Mine) est un film américain réalisé par Henry Koster, sorti en 1963.

## Synopsis
Lorsque Frank et Anne Michaelson ont envoyé leur fille Mollie à l'université, ils pensaient que les garçons allaient peut-être poser un problème. Mais ils n'imaginaient pas qu'elle serait impliquée dans des manifestations politiques. Les choses s'aggravent lorsqu'elle part faire des études d'art à Paris et qu'elle y rencontre Henri, un jeune peintre. Voulant y mettre bon ordre, Frank se rend en France, mais il va rendre la situation encore plus confuse. Finalement Mollie et Henri se marient et Frank retourne aux États-Unis. Mais Mollie a une sœur cadette, Liz.

## Fiche technique
- Titre original : Take Her, She's Mine
- Titre français : Ah ! Si papa savait ça
- Réalisation : Henry Koster
- Scénario : Nunnally Johnson, d'après la pièce Take Her, She's Mine d'Henry et Phoebe Ephron
- Direction artistique : Jack Martin Smith, Malcolm Brown
- Décors : Walter M. Scott, Stuart A. Reiss
- Costumes : Travilla
- Photographie : Lucien Ballard
- Son : W. D. Flick, Elmer Raguse (en)
- Montage : Marjorie Fowler
- Musique : Jerry Goldsmith
- Production : Henry Koster
- Société de production : 20th Century Fox
- Société de distribution : 20th Century Fox
- Pays d'origine :  États-Unis
- Langue originale : anglais, français
- Format : couleur (DeLuxe (en)) — 35 mm — 2,35:1 (CinemaScope) — son Mono (Westrex Recording System)
- Genre : Comédie (film)
- Durée : 98 minutes
- Date de sortie :
  - États-Unis : 13 novembre 1963 (New York)
- Affiche : Boris Grinsson (France)

## Distribution
- James Stewart : Frank Michaelson
- Sandra Dee : Mollie Michaelson
- Audrey Meadows : Anne Michaelson
- Robert Morley : Pope-Jones
- Philippe Forquet : Henri Bonnet
- John McGiver : Hector G. Ivor
- Bob Denver : Alex
- Monica Moran : Linda Lehman
- Cynthia Pepper : Adele
- Jenny Maxwell (en) : Sarah
- Charla Doherty (en) : Liz Michaelson
- Maurice Marsac : M. Bonnet
- Marcel Hillaire : le policier
- Irene Tsu : Mlle Wu
- Charles Knox Robinson (en) : Stanley

## Chansons du film
- Hava Nagila : air traditionnel, interprété par Sandra Dee et Monica Moran
- A Maid Went to Dublin : air traditionnel, interprété par Monica Moran
- Come, Landlord, Fill the Flowing Bowl : air traditionnel, interprété par Sandra Dee et Monica Moran
- The Battle Hymn of the Republic : musique de William Steffe, paroles de Julia Ward Howe, interprété par les manifestants
- Chantez, Chantez (en) : musique d'Irving Fields, paroles d'Albert Gamse, interprété par Sandra Dee
- Chattanooga Choo Choo : musique de Harry Warren, interprété au bal masqué

## Distinctions

### Nominations
- Nomination aux Laurel Awards 1964 pour le "Golden Laurel" : James Stewart et Sandra Dee

## Autour du film
- Monica Moran porte dans ce film une perruque noire, qui aurait servi à Elizabeth Taylor dans Cléopâtre[1].